# Per sempre Alfredo
Per sempre Alfredo je jednodenní cyklistický závod konaný v Toskánsku v Itálii. První ročník závodu se konal v roce 2021 jako součást UCI Europe Tour na úrovni 1.1. Závod je pojmenován po Alfredu Martinim a poprvé se konal sto let od jeho narození.

## Seznam vítězů
| Rok  | Země      | Jezdec           | Tým               |
| ---- | --------- | ---------------- | ----------------- |
| 2021 | Itálie    | Matteo Moschetti | Trek–Segafredo    |
| 2022 | Švýcarsko | Marc Hirschi     | UAE Team Emirates |
| 2023 | Německo   | Felix Engelhardt | Team Jayco–AlUla  |